# Réponse indicielle
En traitement du signal et en automatique la réponse indicielle est la réponse d'un système dynamique à une fonction marche de Heaviside {\displaystyle \sigma (t)\ }communément appelée échelon. 
Si le système est un système linéaire invariant (SLI) à temps continu ou discret, alors la réponse indicielle est définie par les relations respectives suivantes :
{\displaystyle a(t)=(h*\sigma )(t)=\int \limits _{-\infty }^{\infty }h(\tau )\sigma (t-\tau )d\tau =\int \limits _{-\infty }^{t}h(\tau )d\tau }
{\displaystyle a(n)=(h*\sigma )(n)=\sum _{k}h(k)\sigma (n-k)=\sum _{k=-\infty }^{n}h(k)}

Lorsque le système est asymptotiquement stable, la réponse indicielle converge vers une valeur limite (asymptote horizontale) appelée valeur stationnaire ou finale. Dans ce cas, la réponse indicielle possède les caractéristiques suivantes :
- Dépassement : la différence entre sa valeur maximale et la valeur finale (parfois exprimée en valeur relative).
- Temps de montée : le temps nécessaire pour qu’elle passe de 10 % à 90 % de la valeur finale.
- Temps de réponse : le temps nécessaire pour qu’elle demeure dans l'intervalle ±5 % de la valeur finale.
- Temps de retards : le temps nécessaire pour qu’elle atteigne 50 % de la valeur finale.

Ces caractéristiques permettent de déduire beaucoup d'informations sur le système. Selon l'application, les performances du système peuvent être spécifiées par celles-ci plutôt qu'en termes de bande passante.